# Puente Chilina
El Puente Chilina o Puente Mariano Melgar Valdivieso es uno de los puentes más largos del Perú con una longitud de 562 metros, ubicado en la ciudad de Arequipa. Cruza el río Chili y comunica los distritos de Alto Selva Alegre y Cayma. Cuenta con dos tableros paralelos con capacidad de hasta 3 carriles y capacidad para soportar terremotos grado 9, Fue inaugurado en el año 2014.

## Historia
El Puente Chilina fue concebido por primera vez en el año 2008 por parte de la Municipalidad Provincial de Arequipa (MPA) donde en aquel entonces el gobernador regional Juan Manuel Guillen y el alcalde provincial Simón Balbuena firmaron un convenio para que el Gobierno Regional (GRA) realice los estudios de factibilidad de la obra que posteriormente, la haría por encargo expreso del municipio, dado que era competencia de la comuna y no del GRA. En mayo de 2009 el alcalde provincial hizo público el proyecto "Vía Troncal Interconectora entre los distritos de Miraflores, Alto Selva Alegre, Yanahuara, Cayma y Cerro Colorado”. Inicialmente se propuso que la obra tuviera una extensión de 5 kilómetros, con capacidad para 6 carriles, significando una inversión de 67 millones 209 mil soles. En abril de 2010 se aprueba la Declaración de Impacto Ambiental (DIA) que es el siguiente paso a la ejecución de la obra. En septiembre de 2011 se otorgó la buena pro al consorcio conformado por las empresas de Southern Perú Cooper Corporation, Interbank y Backus. En octubre del mismo año se firma el convenio de inversión pública regional con participación del sector privado para el financiamiento y ejecución del componente "Puente Chilina"En noviembre de 2012 se modifica el plazo para el desarrollo del expediente técnico y ejecución de la obra, por estudios de central térmica de Chilina.

## Características
Cuenta con dos tableros de 11,3 m de ancho cada uno y están separadas por 2 m entre sí para alojar en cada tablero una plataforma asfaltada de 10,50 m. Esta plataforma se distribuye en una calzada de dos carriles de 3,60 m cada uno, berma exterior de 0.5 m y berma interior de 2,80 m. En el tramo de estructura recto en planta, los tableros mantienen una pendiente transversal constante con bombeo del 2% para cada plataforma.
En los tramos en curva, la losa superior de los tableros gira para adaptarse progresivamente a los condicionantes de peralte transversal del trazado, hasta un máximo del 4% de peralte transversal. La separación transversal de 2 m es necesaria por razones constructivas, para el paso de los carros de avance que permiten la ejecución en dovelas de voladizos, y para garantizar que los tableros no choquen entre sí en caso de sismo.
El puente está apoyado en 4 pilares de 35.60, 39.00, 28.71 y 21.10 m. respectivamente, los cuales tendrán 5 vanos de luces de 100, 157, 142, 102 y 61 m. El vano principal de 157 m. es un vano de muy grandes dimensiones para este tipo de estructura con vanos más habituales entre los 100 y 150 m.

## Desafíos y Puntos a Resaltar del Puente Chilina

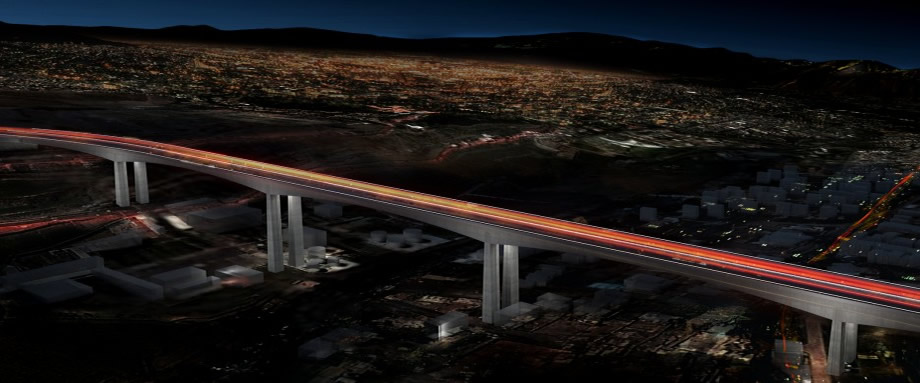
Puente durante la noche.

La Megaobra Puente Chilina viene lidiando con grandes desafíos y diversos temas a resaltar, con el fin de lograr concretar el gran sueño Arequipeño:
- De acuerdo a los plazos acordados, que establecen una ejecución de la obra en 22 meses, el puente Chilina deberá estar concluido en 2014. Y para demostrar que el Consorcio está honrando fielmente este compromiso la construcción se realiza en turnos que comprenden las 24 horas del día, conscientes de que solo con un esfuerzo proporcional a la dimensión de la obra sacaremos adelante el mega proyecto que beneficiará a toda Arequipa.
- El Puente Chilina es uno de los mayores puentes del Perú. Una vez construido será el puente urbano más largo con 562 m de longitud. Con sus dos tableros de 11.3 m y una superficie de estructura de más de 12.700 m², sin duda se convertirá el puente con mayor superficie del país.
- El Puente Chilina es un puente construido por avance en voladizos sucesivos. El vano principal tiene una luz de 157 m entre pilares. Esta es una gran luz para un puente de este tipo y es la mayor de este tipo en Perú, superando por ejemplo al puente Pilcomayo del mismo tipo entre Bolivia y la República Argentina con luz principal de 115 m, 505 m de longitud y un único tablero de 12 m de anchura.
- El Puente Chilina se encuentra en una zona declarada Patrimonio de la Humanidad por la UNESCO, por lo que su integración en el paisaje y entorno ha sido un condicionante de máxima importancia para la concepción, el proyecto y construcción de la megaestructura. Esto se ha materializado en una estructura esbelta y ligera que aporta belleza además de funcionalidad a la ciudad de Arequipa.
- El Puente Chilina cruza en su desarrollo la central eléctrica de EGASA. El proyecto tuvo que adaptarse para que en fase constructiva la interacción con la central fuera la mínima y su funcionamiento continuara sin interrupciones. Asimismo para la ejecución del tablero en esa zona se utilizarán elementos de seguridad especiales que garanticen la protección de los trabajadores de la central.
- El Puente Chilina se sitúa en una zona de alta sismicidad. El puente se calcula para tener la máxima seguridad en caso de sismo de acuerdo a la normativa americana AASHTO. El puente se calcula para soportar un sismo extremo igual al terremoto con periodo de retorno de 1000 años, considerando terremotos por encima de magnitud 9. La aceleración básica (PGA) en el terreno para ese periodo de retorno es de 0.6 g. Llegando a valores de aceleración máxima en el terreno de 1.85 g para el período de vibración de 0.2 s, de acuerdo al Estudio de Riesgo sísmico local detallado llevado a cabo.

- El Puente Chilina posee pilas de gran altura de hasta 40 m con una altura sobre el terreno del tablero de más de 48 m con relación al fondo del valle del río Chili.
- La cimentación profunda de la estructura requiere de la ejecución de pilotes perforados en el terreno de diámetro 1.50 m, con un número de más de 130 pilotes. Los pilotes se agrupan en cabezales de hasta 26 pilotes, algo sin precedentes en el país, y con profundidades de pilotes de hasta 26 m. Requiriendo maquinaria y medios constructivos especiales para su ejecución.
- Las grandes dimensiones de la estructura requieren de un volumen total de más de 31.000 m³ de concreto. El peso total de la estructura es del orden de 77.500 ton. Con vaciados de elementos de concreto de grandes dimensiones con volúmenes de hasta 1500 m³ en una sola operación de vaciado continuo de duración por encima de las 16 horas.
- El concreto postensado del tablero incluye un conjunto de cables de postensado complejo con 695 ton de acero de postensado de alta resistencia tesado para comprimir el hormigón y asegurar su resistencia y durabilidad.
- La verificación estructural del Puente Chilina requiere de programas de cálculo avanzados y de análisis complejos como son el análisis Time History no lineal, análisis Pushover, análisis multimodal espectral, uso de modelos de cálculo evolutivos en el tiempo con hasta 95 fases de construcción, etc.
- La construcción requiere de un gran equipo especializado de profesionales tanto en la gestión de la construcción, como en la organización de los trabajos, la redacción del expediente técnico, la supervisión técnica, la ingeniería de construcción, el control de calidad, etc. Involucrando a más de 50 ingenieros y especialistas en el proceso.
- El control de la ejecución durante las obras requiere de un seguimiento continuo con la realización de ensayos, rotura de probetas, caracterización de los materiales, y otras actividades especiales asociadas al proyecto como el ensayo dinámico de pilotes, los ensayos de comprobación sónica de continuidad de pilotes (crosshole), el control geométrico con topografía de alta precisión, etc.
- El Puente Chilina está diseñado para una durabilidad de 100 años, que puede prolongarse con un correcto programa de inspección, mantenimiento y conservación a lo largo de su vida útil.
- El uso de hasta 3 parejas de carros de avance en la ejecución del tablero mediante el procedimiento de avance por voladizos sucesivos, en ciclos semanales para las dovelas de 5.1 m permite los mejores rendimientos de ejecución y el cumplimiento de los plazos de ejecución, de tan sólo 22 meses lo que resulta excepcional para una estructura de estas dimensiones.
- La alta calidad de los materiales, la resistencia del concreto utilizado, así como los recubrimientos y medidas de protección previstas garantizan la vida útil de la estructura por encima de los 100 años.
- La cimentación profunda incluye más de 130 pilotes de diámetro 1.50 m y profundidades de hasta 26 m.
- El conjunto de la estructura incluye más de 31.000 m³ de concreto, para un peso total de 77.500 ton.
- El diseño de las pilas incluye núcleos octogonales en esquina que concentran el concreto y la armadura, con el diseño especial específico de puentes en zonas de alta sismicidad.
- El Puente Chilina constituye una estructura de gran calidad estética que se integra satisfactoriamente en el valle del río Chili, gracias al diseño de Arenas & Asociados. Se prevé una iluminación singular que incluye tanto la iluminación funcional del tráfico como la iluminación artística del puente para resaltar sus características arquitectónicas.
- El Puente Chilina permitirá un tránsito de más de 3000 vehículos/hora y permitirá descongestionar el tráfico de la zona y desviar hasta el 80% del tráfico pesado del centro de Arequipa.

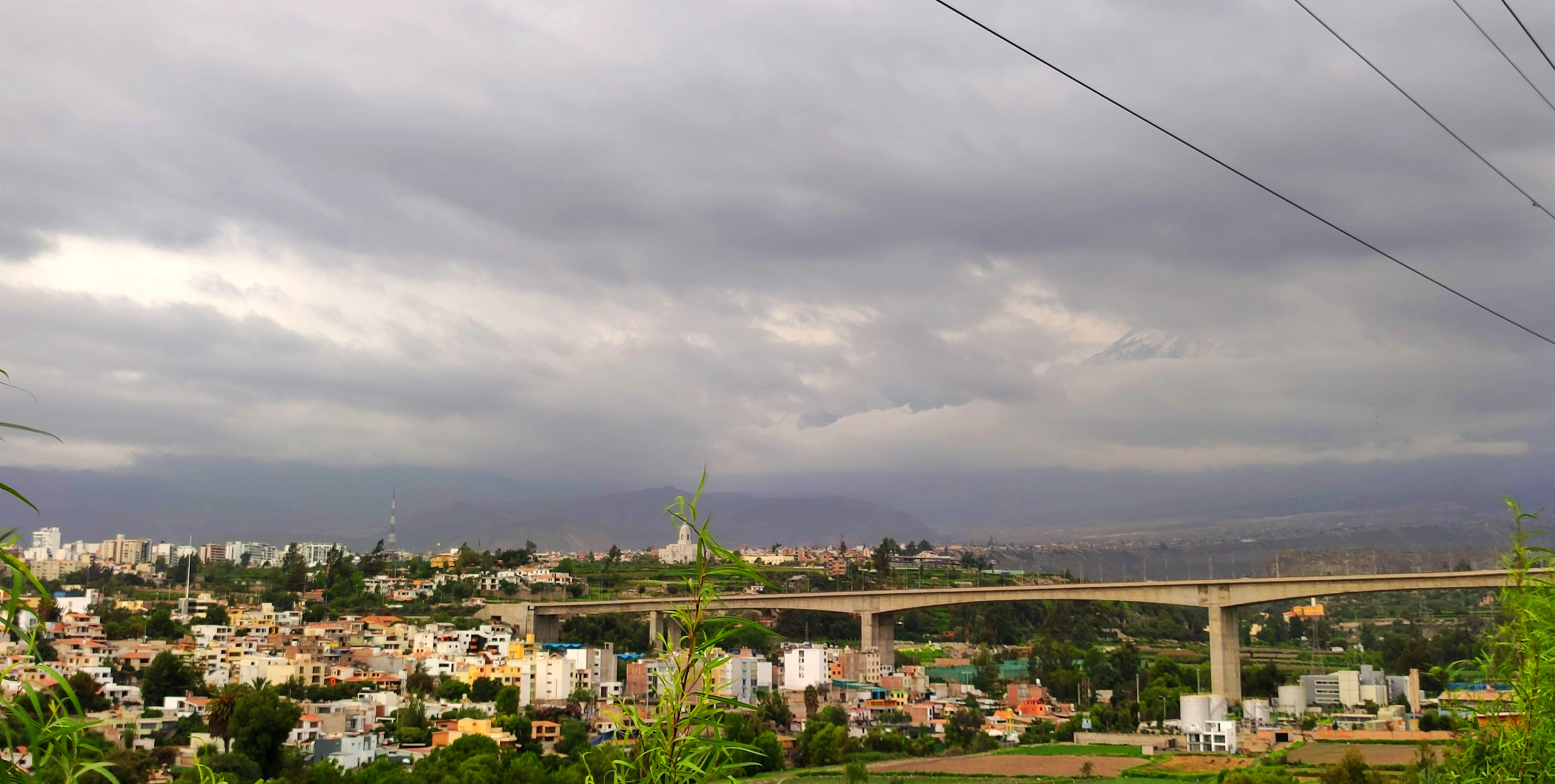
Puente Chilina desde el parque Selva Alegre

## Datos de Estribos y Pilares
Diámetro De Los Pilotes Es De 1.50 Metros
|           | N.º Pilotes | L Pilotes | L Total Pilotes |
| Estribo 1 | 21          | 17        | 357             |
| Pilar 1   | 26          | 25        | 650             |
| Pilar 2   | 26          | 24        | 624             |
| Pilar 3   | 24          | 21        | 504             |
| Pilar 4   | 16          | 16        | 256             |
| Estribo 2 | 18          | 14        | 252             |

La Obra cuenta con análisis especiales y un diseño aporticado con rótulas plásticas en los pilares, cuyas armaduras se unen entre sí mediante conectores mecánicos roscados, en caso de sismo extremo con un periodo de retorno de 1000 años; además de materiales y elementos especiales, tales como acero de acta ductilidad en armaduras de pilares (A706), aparatos de juntas de dilatación singulares en estribos especiales con capacidad de movimiento de 560 mm y fusibles que evitan colapso; debido a que el Puente está situado en una zona de alta sismicidad, con un aceleración básica (PGA) de 0.6 g, con lo cual se garantiza adecuadas condiciones contra movimientos sísmicos de alta intensidad.
Problemática
Dicho puente cuenta con varios suicidios hasta la fecha, las autoridades evalúan las medidas de seguridad pertinentes, como mallas, cámaras de vídeo y puestos de vigilancia aledaños, lamentablemente el número va ascendiendo exponencialmente, los ciudadanos recurren cada vez más a esta forma de terminar con sus vidas.